# Mercury Asset Management
Mercury Asset Management plc es un fondo de inversión británico. Cotiza en la Bolsa de valores de Londres y forma parte del Índice FTSE 100.

## Historia
Mercury Asset Management fue creada en 1969 en Londres a raíz de un contrato de S. G. Warburg & Co. El banco de inversión británico había ganado un contrato de administración de una gran entidad y creó Warburg Asset Management para ejecutarlo. En 1987 el 25% del negocio empezó a cotizar en la Bolsa de valores de Londres. Carol Galera, uno sus principales directivos, facilitó fusiones y absorciones con otras compañías. En poco tiempo, más de la mitad de las compañías del FTSE 100 utilizaron lo que sería Mercury Asset Management para sus inversiones o administración de bienes.
En 1995, Mercury había conseguido la independencia completa del banco S. G. Warburg & Co., que vendió su inversión a un banco suizo, Swiss Bank Corporation, luego USB AG. Nacía así Mercury Asset Management, que contaba con cerca de 200 gestores de fondos y cerca de 1.300 empleados en 19 oficinas en todo el mundo. Tenía franquicias en Gran Bretaña, donde gestionaba el dinero para más de la mitad de las empresas del índice FTSE 100 de la Bolsa de Londres, y en Japón, donde gestionaba los fondos de pensiones de las 50 compañías más grandes.
En 1997, la compañía fue adquirida por Merrill Lynch. Por la operación, Merrill Lynch pagó 5.300 millones de dólares y se convertía en uno de los mayores gestores de activos del mundo. Mercury Merrill estaba presidida por Hugh A. David y H. Stevenson Komansky y emplea a más de 1.300 ejecutivos, con unos fondos bajo gestión de aproximadamente 54.200 millones de dólares (1997).